# 小松莊一良
小松 莊一良（こまつ そういちろう）は、日本の映画監督、映像作家、演出家、企画。
ミュージシャンやストリートダンサーをモチーフにした作品を中心に制作するフィルムメイカー。2012年までは本名の小松壮一郎名義で活動。
大阪芸術大学 映像学科 客員教授。くれ観光特使。

## 来歴・人物
12月７日 アメリカロサンゼルス生まれ、広島県呉市出身。
広島県立広高等学校在学中に、長編8ミリフィルム映画『17の頃･･･』を製作し「第4回ふくおか映画祭」で作品賞・脚本賞、男優賞を受賞。大阪芸術大学映像学科在学中に作った学生服ダンスムービー『ハイスクールRock 'n'Roll』で第1回集英社ヤングジャンプ・ビデオフェスティバル、『TBS・加トちゃんケンちゃんごきげんテレビ（初代年間チャンピオン）』などでグランプリを受賞し注目され、第１回ジュネーブ国際ビデオウィークなど海外への招待出品が続く。その後、当時16歳のR&Bシンガー・GWINKOのダンスフィルムが大きな注目を受け、1992年・日本初のダンスアクションと評された映画『Heart Breaker』（東映ビデオ）でメジャーデビュー。無国籍な映像の世界観とストリートダンスと音楽へのマニアックなこだわりで、日本、韓国、中国ほかアジアのアンダーグランドのダンスシーンで長年カルト人気となり、多くのストリートダンサーやダンス系アーティストに影響を与える。また、盟友のカリスマダンサー・坂見誠二、安藤旺嗣、Wild Cherry、Skeeter Rabbitとともに『FuntomaⅡ』,『和ダンス〜J-Dance』,『TRY OUT』など黎明期のダンス番組を企画プロデュース・映像監督を担当する。
　ミュージシャンやストリートダンサーをモチーフとし、映画、ドラマ、MV、CM、ライブ映像、ステージなどを監督。これまでにケイティ・ペリー、コンパイ・セグンド（ブエナ・ビスタ・ソシアル・クラブ）、新しい学校のリーダーズ、吉川晃司、HYDE、DA PUMP、東京スカパラダイスオーケストラ、湘南乃風、氣志團万博、藤あや子、森高千里、手嶌葵、たんこぶちん などの作品を多数手掛ける。
　2018年、国民的アーティスト・安室奈美恵の引退ライブ作品の監督に抜擢され、音楽映像史上初のDVD累積売上170万枚以上の記録的ヒットの一助となる。2024年、WOWOWで世界配信された、新世代のダンスボーカルユニット・新しい学校のリーダーズの初武道館ライブ映像を監督し、第14回オリジナル番組アワードにてライブ映像として初の総合グランプリ受賞と中継部門・最優秀賞の２冠を受賞。
　また一方で、世界的人気のクラシック・ピアニスト、フジコ・ヘミングの海外向け映像やコンサートの演出も長年手掛け、企画・監督したドキュメンタリー映画『フジコ・ヘミングの時間』（2018年／日活）がシネスイッチ銀座から記録的なロングランヒットに広がり、海外にも公開が広がる。続く第二作「恋するピアニスト　フジコ・ヘミング」（2024年／東映ビデオ, WOWOWエンタテインメント）が新宿ピカデリーほかで全国ロードショー。編集中に逝去したフジコの最後の４年間を誠実に描写し大きな支持を得る。2025年夏、生前に撮影していた新作映画第３作の公開が予定されている。その他ドキュメンタリーの代表作としては、“ストリートダンスの神様”坂見誠二主演の長編ダンスドキュメント3部作『∞～MUGEN』（2005年）、『その男、職業 吉川晃司』（2019年）などがある。

## 作品

### 劇場映画・ドラマ 監督作品
- 映画「Paradise Café」 （1987年／35ミリ／KIRIN／企画：小松左京、林信夫、立川直樹）監督、脚本、編集
- 映画「CARAMEL DAYS」（1988年／16ミリ／フロム・エー,PRF／企画：小川学、平山雄一／：市村 総、IMPERIAL JB's、A.S.Tブレイカーズ） 　企画、監督、脚本、ダンスプロデュース、編集　　　           1988年・ジ・アート日本　オープニング作品
- 「STEP OUT」（1990年／35ミリ／ソニーレコード／出演：GWINKO、Wild Crew、IMPERIAL JB's）　企画、監督、脚本、ダンスプロデュース、編集
- 映画「Heart Breaker」 （1993年／16ミリ／東映ビデオ／主演：ダイアモンド☆ユカイ、GWINKO、Be Bop Crew） 企画、監督、共同脚本、ダンスプロデュース、編集 　　2014年・25周年 Anniversary 東映Vシネ伝説 厳選25タイトル選出　　　1995年・キネマ旬報 『日本映画オールタイムベストテン』オリジナルビデオ部門 第５位
- ドラマ「19 NINETEEN 〜LAST TEENAGE SUMMER〜」(2000年/RCC、GOIS／出演：徳山秀典、三田寛子、白竜)　監督、共同脚本
- ドラマ「キスから始まるストーリー」(2009年／NHK／出演：布川隼汰、寺田ちひろ、伊藤克信 ほか)　監督、脚本
- ドラマ「辰野金吾〜東京駅復活大作戦〜」(2012年／NHK／出演：泉谷しげる ほか)　演出、脚本
- 映画「フジコ・ヘミングの時間」（2018年6月／配給:日活／出演：フジコ・ヘミング、ナレーション：三浦透子） 　企画、監督、構成、撮影、編集 第22回上海国際映画祭 パノラマ部門 正式招待 　ぴあ 映画初日満足度ランキング  第1位
- 映画「恋するピアニスト　フジコ・ヘミング」（配給:東映ビデオ／出演：フジコ・ヘミング／2024年10月全国公開）　企画、監督、構成、編集
- 映画「タイトル未定」（配給:日活／2025年 全国公開予定）　監督・編集

### ドキュメンタリー作品・番組 監督作品
- tvk『FUNTOMAⅡ』、tvk『J-DANCE ~和ダンス~』（1998年／出演:SEIJI、OHJI、Wild Cherry、Skeeter Rabbit、FLOOR MASTER ほか）　企画ダンスプロデュース・ダンス映像演出
- ストリートダンスドキュメント「ALL JAPAN DANCE CONNECTION」（1998年／主演:坂見誠二）
- 吉川晃司「HOT ROD MAN DOCUMENT」（1999年／主演：吉川晃司）
- ストリートダンスドキュメント・DVD ダンスバイブル「∞ MUGEN 」 3部作（2005年／主演：坂見誠二／企画：Nikkapokka／ナレーション：アベディン）
- BS日テレ・DVD「TV Bible Series〜 DANCE☆GROOVE!」（2007年／主演：坂見誠二、江守藹）
- WOWOW ノンフィクションW「吉川晃司　ヒーローになれなかった日」（2012年／主演：吉川晃司／ナレーション：遠藤憲一）
- テレビ朝日「遅咲きの天才ピアニスト・フジコ・ヘミング〜 “魂の演奏”と壮絶人生」（2013年）
- WOWOW ノンフィクションW「VAMPS 、世界に噛みつく」（2013年／主演：HYDE、KAZ／ナレーション：ケイ グラント）
- WOWOW「REBECCA TIME ～ドキュメント“20年振りの再結成LIVE”～」（2015年／ナレーション：清野菜名）
- WOWOW「徹底解剖！甲斐バンド THE BIG GIG AGAIN 2016」（2016年／ナレーション：三浦透子）
- WOWOW「その男、職業 吉川晃司。」（主演：吉川晃司／2019年）
- WOWOW「東京スカパラダイスオーケストラ TOKYO SKA STORY 2021」（2021年／ナレーション：シシド・カフカ） 　　他多数

### ミュージックビデオ 監督作品
吉川晃司、手嶌葵、たんこぶちん、藤あや子、角松敏生、TRF、ダイアモンド☆ユカイ、The Wisely Brothers、RIRI、向井太一、PELICAN FANCLUB、FIVE NEW OLD、オルケスタ・デ・ラ・ルス、徳山秀典、カラーボトル、ミトカツユキ、ななみ、m.c.A･T、GWINKO，石原詢子、伍代夏子、フジコ・ヘミング　など多数。

### 音楽ライブ映像 監督作品
新しい学校のリーダーズ、DA PUMP、ケイティ・ペリー、安室奈美恵、東京スカパラダイスオーケストラ、HYDE、VAMPS、L'Arc〜en〜Ciel、コンパイ・セグンド ( ブエナ・ビスタ・ソシアル・クラブ )、湘南乃風、吉川晃司、藤あや子、森高千里（2014〜）、RED WARRIORS（2015〜）、m.c.A･T、陣内大蔵、たんこぶちん、氣志團万博などの作品を手がける。
（主な作品）
- 氣志團万博 2014 〜2024  ※総合演出
- 吉川晃司『SMASH THE PANDORA FINAL! TOKYO CIRCUS』（2003年）
- 吉川晃司『LIVE GOLDEN YEARS 20th Anniversary PRELUDE at BUDOKAN』（2004年）
- 吉川晃司『LIVE GOLDEN YEARS THANKS 0201 at BUDOKAN』（2005年）※監督：三池崇史　総合演出：小松壮一郎
- 吉川晃司『25th ANNIVERSARY LIVE GOLDEN YEARS TOUR FINAL』（2009年）
- 吉川晃司「30th ANNIVERSARY 『Birthday Night "B-SIDE+"』」（2014年）
- 吉川晃司 「LIVE archives 25」(2009年)、「LIVE archives 30」(2014年)、「LIVE archives 35」(2020年)
- 湘南乃風「風nation2014 ～男気ハンパねぇ!!不良少年パワースポット～」（2014年）
- 東京スカパラダイスオーケストラ「 Live at Budokan ～The Last～」（2015年）
- 湘南乃風「風伝説 第二章~雑巾野郎 ボロボロ一番星TOUR2015~」（2015年）
- 湘南乃風「” 宴 ～俺たちと一緒にタオルまわさねぇか!! TOUR2016～」（2016年）
- RED WARRIORS「30th ANNIVERSARY『King's Rock'n Roll』」（2017年）
- 東京スカパラダイスオーケストラ「SKANKING JAPAN」"スカフェス in 城ホール"（2018年）
- 安室奈美恵「namie amuro Final Tour 2018 ～Finally～京セラドーム大阪 」（2018年）
- DA PUMP「LIVE DA PUMP 2018 THANX!!!!!!! at 東京国際フォーラム ホールA 」（2018年）
- フジコ・ヘミング「いと小さきいのちのために」（2019年）
- DA PUMP「LIVE DA PUMP 2019 THANX!!!!!!! FINAL at 大阪城ホール」（2019年）
- DA PUMP「LIVE DA PUMP 2020 Funky Tricky Party FINAL＠さいたまスーパーアリーナ」（2020年）
- フジコ・ヘミング 「教会ソロ演奏 2020 ～くすしき調べ、とこしえなる響き～」（2020年）
- DA PUMP 「LIVE DA PUMP 2020 DA NEW GAME」（2020年）
- L'Arc～en～Ciel「20th L'Anniversary WORLD TOUR 2012 THE FINAL UNIVERSAL STUDIO JAPAN」（2021年）
- 東京スカパラダイスオーケストラ TOUR 2021 「Together Again!」（2021年）
- DA PUMP 25th Anniversary「LIVE DA PUMP 2022 ARENA TOUR DA POP COLORS at 幕張メッセ国際展示場」（2022年）
- 森高千里 35th Anniversary「a day in the life」（2022年）
- フジコ・ヘミング「“COLORS” ～色を付けるように弾く〜」（2023年）  第３回WOWOWクリエイターアワード 優秀賞受賞
- 湘南乃風　二十周年記念公演「風祭り at 横浜スタジアム」（2023年）
- 新しい学校のリーダーズの初武道館「青春襲来」～Special Edition～（2024年） ※世界同時配信　 第14回衛星放送協会 オリジナル番組アワード　グランプリ受賞、中継部門最優秀賞受賞
- DA PUMP「LIVE DA PUMP 2024 Pump It Up!」（2024年）
- 新しい学校のリーダーズ「NIPPON Calling Tour 2024 Final 国立代々木競技場 第一体育館」～Special Edition～（2025年） ※世界同時配信　  ほか多数

### コンサート演出
- 藤あや子 20周年記念リサイタル「艶やかに咲いて･･･20年」NHKホール（2008年）構成・総合演出
- 観客参加型 打楽器イベント「Drumming High!」シリーズ　CLUB CITTA'（2010年 - 2011年）構成・演出
- テレビ朝日 音楽イベント「musicる Award 2013」（2013年）演出
- フジコ・ヘミング「チャリティーコンサート　〜いと小さきいのちのために」（2017年）演出
- フジコ・ヘミング「キャンドル・クリスマス」恵比寿ガーデンホール（2017年）構成・演出
- m.c.A･T「Minimum Funk vol.2.5 〜New Step〜」（2020年）演出・プロデュース
- m.c.A･T「Minimum Funk vol.3 ～BEGINNING～」（2020年）演出・プロデュース
- フジコ・ヘミング「阿佐ヶ谷教会　無観客コンサート」（2020年）演出・プロデュース
- フジコ・ヘミングpresents 「小さな小さなチャリティーコンサート in 東美教会」（2021年）演出・プロデュース
- 藤あや子 35th Anniversary Live “THE SHOW TIME” billboard live YOKOHAMA」（2022年）構成・演出
- フジコ・ヘミング「“COLORS” ～色を付けるように弾く〜」（2023年）※第３回WOWOWクリエイターアワード 優秀賞受賞　演出・プロデュース  他
- フジコ・ヘミング「パリ・コンセルヴァトワール劇場コンサート」（2023年）　演出・プロデュース  他